# Drosophila nutrita
Drosophila nutrita este o specie de muște din genul Drosophila, familia Drosophilidae, descrisă de Oswald Duda în anul 1935. Conform Catalogue of Life specia Drosophila nutrita nu are subspecii cunoscute.